# Nagylapás
Nagylapás (szlovákul Veľký Lapáš) község Szlovákiában, a Nyitrai kerületben, a Nyitrai járásban.

## Fekvése

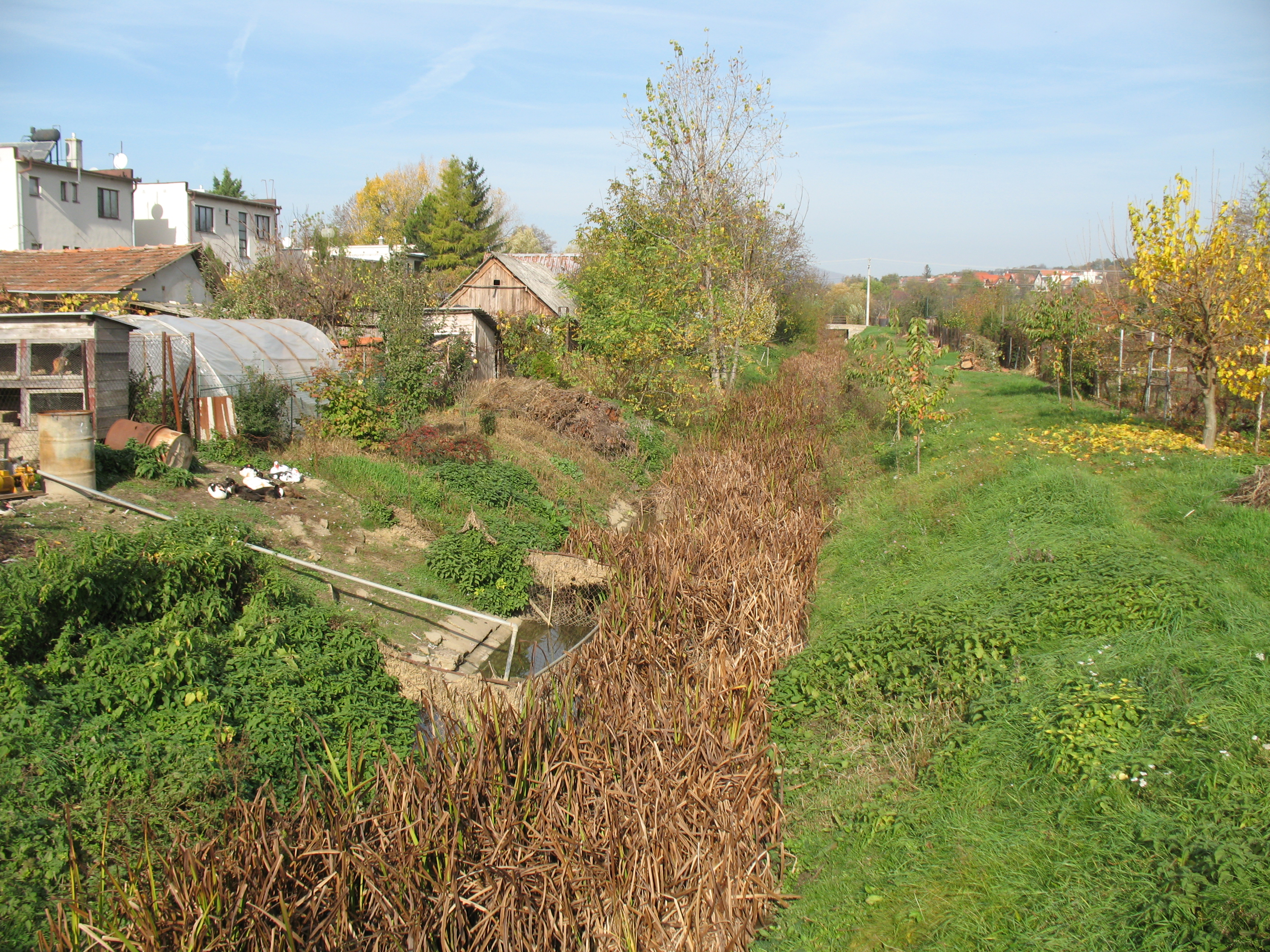

Nyitrától 6 km-re délkeletre fekszik, a Nyitrát Verebéllyel összekötő fő közlekedési út mellett, a Nyitra folyóba ömlő Kadany patak középső folyásánál.

## Története
A község területe valószínűleg már az őskor óta lakott volt. Az első szláv törzsek a 6. században települtek be erre a területre. A honfoglaló magyar törzsek a 9. és a 10. század fordulóján érték el a vidéket. A településnevek elemzése alapján valószínű, hogy ott elsősorban a Kürt-Gyarmat nemzetséghez tartozó családok telepedtek le. A település a 15. századig a nyitrai vár, illetve a zobori apátság tulajdonát képezte.
A település elnevezésének eredetére vonatkozóan megbízható ismeret nincs. A település nevének említésére legkorábban a 12. században kelt okiratokban került sor "Lapas", illetve "Lopas" formában. Első említése a zobori apátság 1113-ban kelt oklevelében történik. 1156-ban az esztergomi érsekség a község egyházi tizedét átengedte a káptalannak. Nagylapásként a községet a 15. századtól emlegetik, ekkor vált ki ugyanis belőle Kislapás önálló településként.
A település életét az 1241-42. években a mongolok támadása zavarta meg. A tatárjárás a vidék teljes pusztulását eredményezte. IV. Béla uralkodása idején Nagylapás és környéke kisnemesek tulajdonába került, elsősorban a tatárok elleni harcokban szerzett érdemeik elismeréseképpen.
A mohácsi csata után, 1530-ban a törökök elérték a Nyitra-mentét. Ténykedésüket felperzselt falvak és a lakosság rabszolgasorba kényszerítése kísérte. A tizenöt éves háború a lakosságszám további csökkenéséhez, falvak elnéptelenedéséhez vezetett. A törökkel 1606-ban létrejött békekötés ellenére a terület elleni támadások a 17. század derekáig folytatódtak. Nagylapás és a környező települések egészen Bécs ostromáig (1683) jelentős mértékű adót fizetett a törököknek.
Az 1703-ban kitört Rákóczi-szabadságharc, valamint az azt követő pestisjárvány a település lakosságszámának drasztikus csökkenését eredményezte. A falut többször pusztította tűzvész is, melyek közül az utolsó 1882-ben volt, amikor Nagylapás teljesen leégett.
Az 1787. évi első népszámlálás 60 házat, 70 családot és 356 lakost talált a községben. 1828-ban 67 házában 466 lakos élt. 1831-ben kolera pusztította a települést.
Vályi András szerint: "Kis, és Nagy Lapas. Két elegyes tót falu Nyitra Várm. földes Urai több Uraságok, lakosai katolikusok, Kis Lapas, Nagy Lapasnak filiája, fekszenek Nyitrához egy mértföldnyire, határbéli földgyeik közép termékenységűek, egyéb javaik ollyanok mint Csáládé."
Fényes Elek szerint: "Lápas (Kis és Nagy), két tót falu, Nyitra vmegyében, a lévai országutban, Nyitrától 1 mfldnyire. Az elsőben van 131 kath., 3 zsidó; a másodikban 450 kath., 11 zsidó lakos."
Nyitra vármegye monográfiája szerint: "Nagy-Lapás, tót község, Kis-Lapás mellett, 479 r. kath. vallásu lakossal. Postája van, táviró- és vasúti állomása Nyitra. Kath. temploma a mult század elején csak kápolna volt. 1750-ben azonban Dezső Tádé ottani földbirtokos megnagyobbíttatta és 1787-ben már plébánia-templom lett. 1882-ben teljesen leégett, de később ujra felépítették. Kegyura a vallásalap. A község 1113-ban már mint várbirtok szerepel. Földesúri joga ezután sok kézen megfordult. Bírták a Ghyczyek, köztük Ghyczy Kálmán volt miniszter, továbbá a Tahyak, a Dezseők, Seregélyiek és Dombayak."
A trianoni békeszerződésig Nyitra vármegye Nyitrai járásához tartozott.
Az új Csehszlovák állam 1918-ban történt megalakulása után a település hivatalos szlovák elnevezése Veľký Lapáš lett. Az 1919. évi földreform eredményeképpen 1924 és 1928 között, a településen és környékén földbirtokkal rendelkező négy nagybirtokos családtól elvett földből összesen mintegy 120 nagylapási lakos kapott földet.[forrás?] A települést 1960-ban Kislapással (Malý Lapáš) vonták össze, elnevezése Lapás (Lapáš) lett. A két község szétválására 1990-ben került sor. Ezen időponttól kezdődően a település elnevezése ismét Nagylapás (Veľký Lapáš).

## Népessége
| Év:            | 1994. | 2004.   | 2014.   | 2024.    |
| -------------- | ----- | ------- | ------- | -------- |
| Emberek száma: | 1106  | 1171    | 1212    | 2101     |
| Eltérés:       |       | +5,87 % | +3,50 % | +73,34 % |

| Év:            | 2023. | 2024.   |
| -------------- | ----- | ------- |
| Emberek száma: | 2052  | 2101    |
| Eltérés:       |       | +2,38 % |

1880-ban 405 lakosából 340 szlovák, 27 német és 26 magyar anyanyelvű, továbbá 12 csecsemő volt.
1890-ben 479 lakosából 37 magyar és 436 szlovák anyanyelvű volt.
1900-ban 551-en lakták, ebből 67 magyar és 463 szlovák anyanyelvű.
1910-ben 553 lakosából 529 szlovák, 18 magyar és 6 német anyanyelvű volt.
1921-ben 587-en lakták: 22 magyar és 558 csehszlovák.
1930-ban 673 lakosából 2 magyar és 671 csehszlovák volt.
1991-ben 1070-en lakták, ebből 11 magyar és 1052 szlovák.
2001-ben 1133 lakosából 1115 szlovák és 14 magyar volt.
2011-ben 1113 lakosából 1078 szlovák és 16 magyar.
2021-ben 1887 lakosából 1814 (+4) szlovák, 25 (+10) magyar, (+1) cigány, 2 ruszin, 14 (+4) egyéb és 32 ismeretlen nemzetiségű volt.

## Neves személyek
- Itt élte gyermekkorát Janda Iván (1923-2007[7]) iskolaigazgató tanár, karnagy.
- Itt szolgált Miskolczy Márton (1763-1848) fölszentelt püspök.

## Nevezetességei

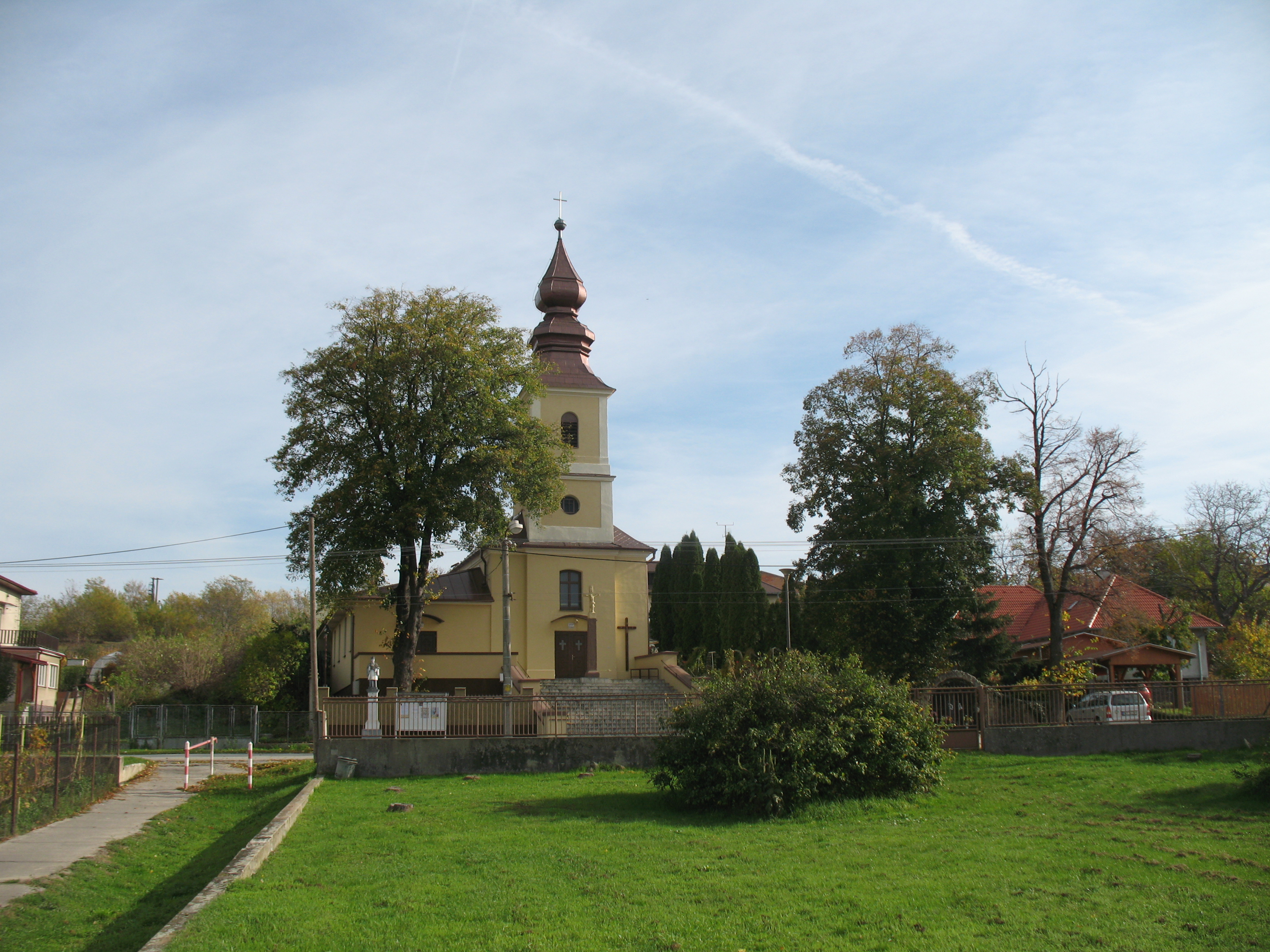
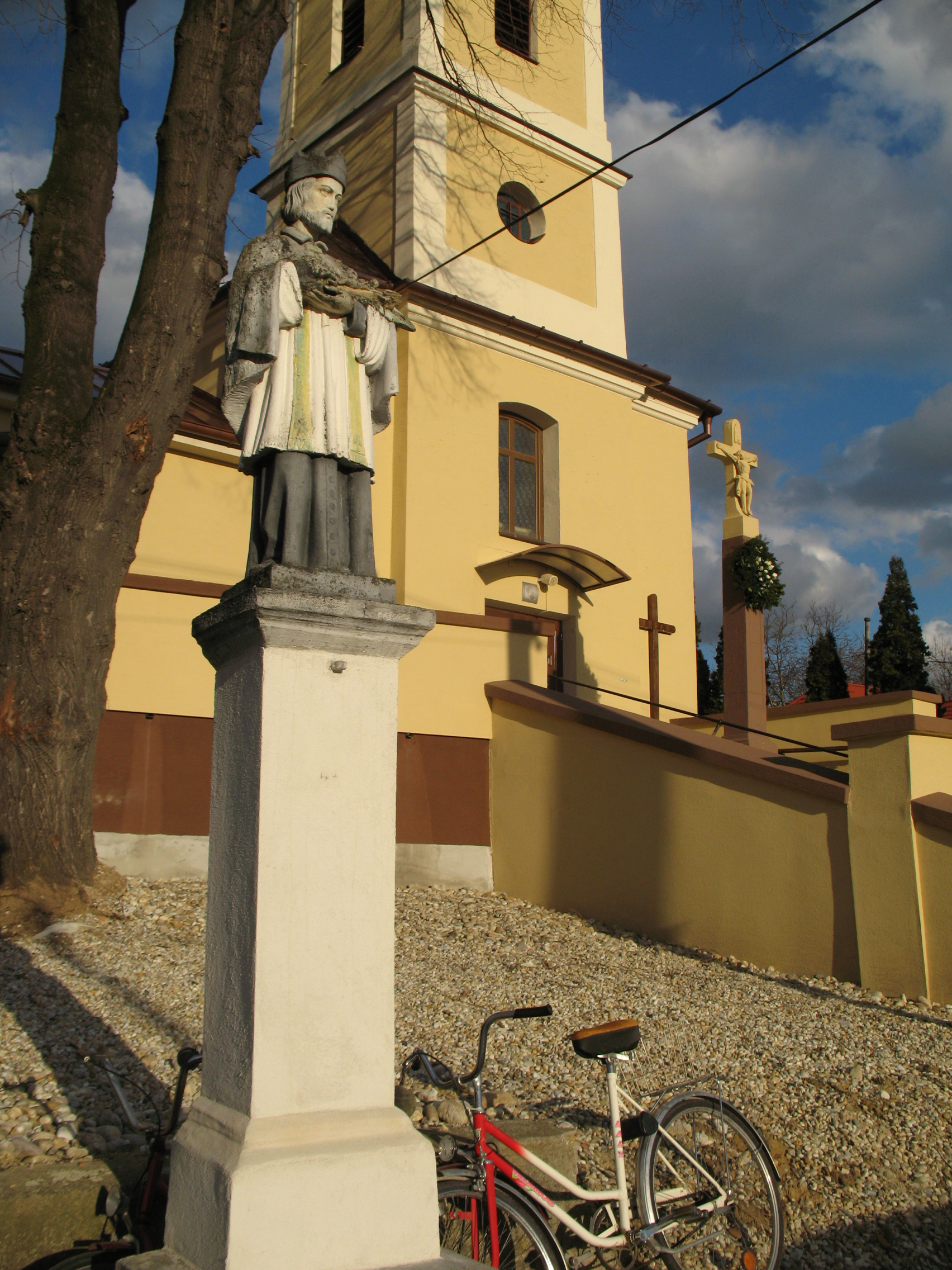
Nepomuki Szent János valószínűleg 1862-ből
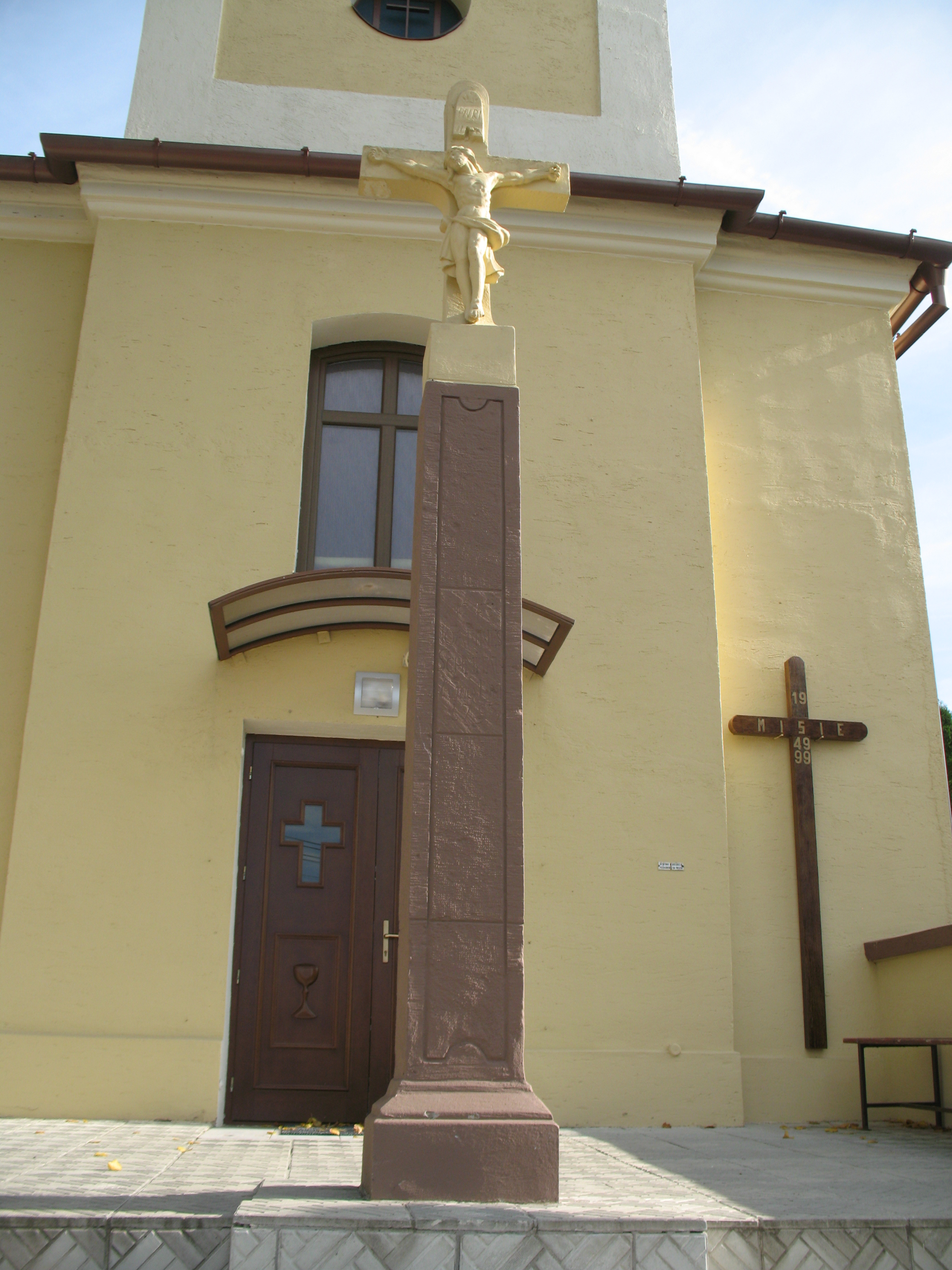
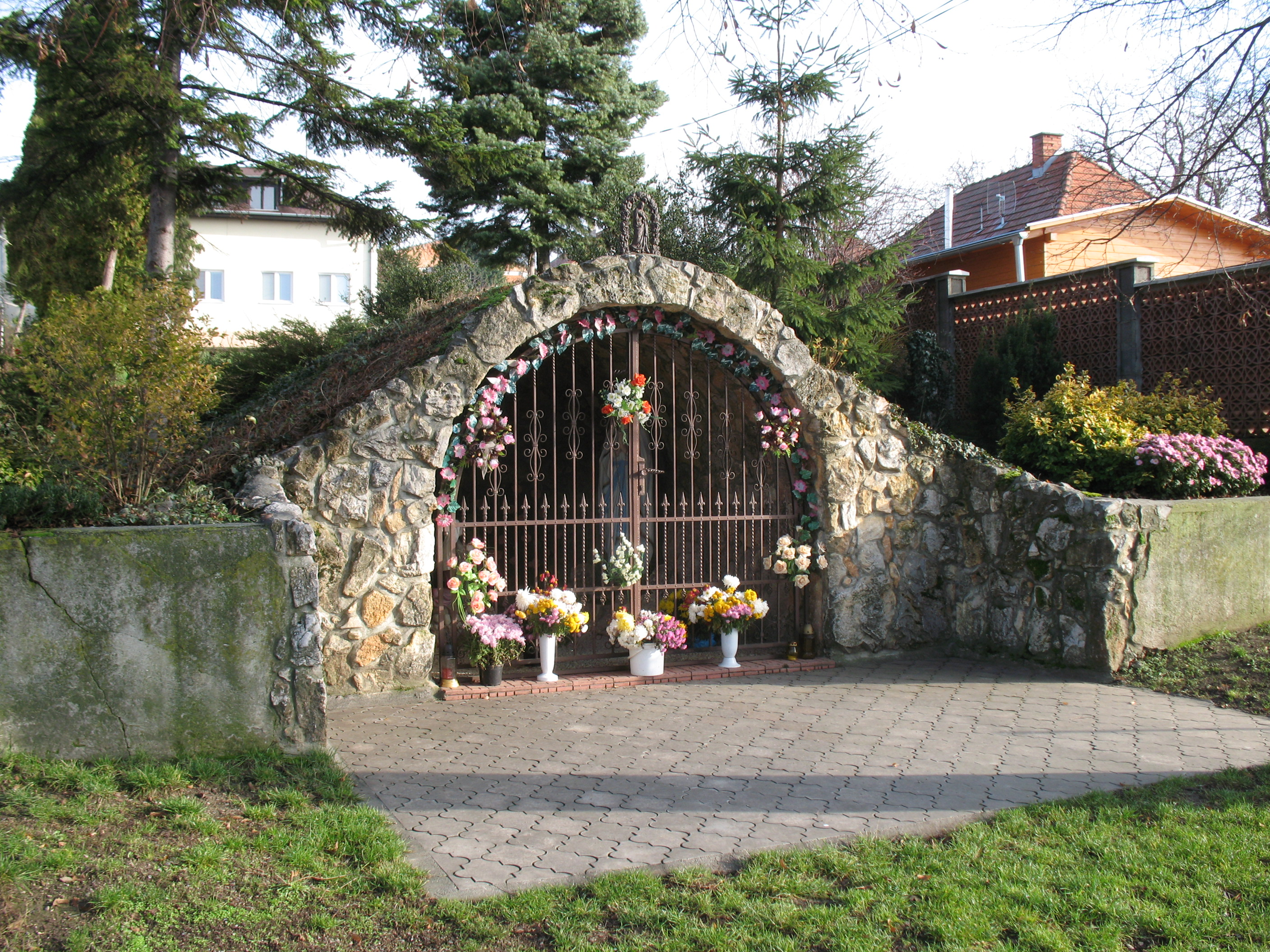
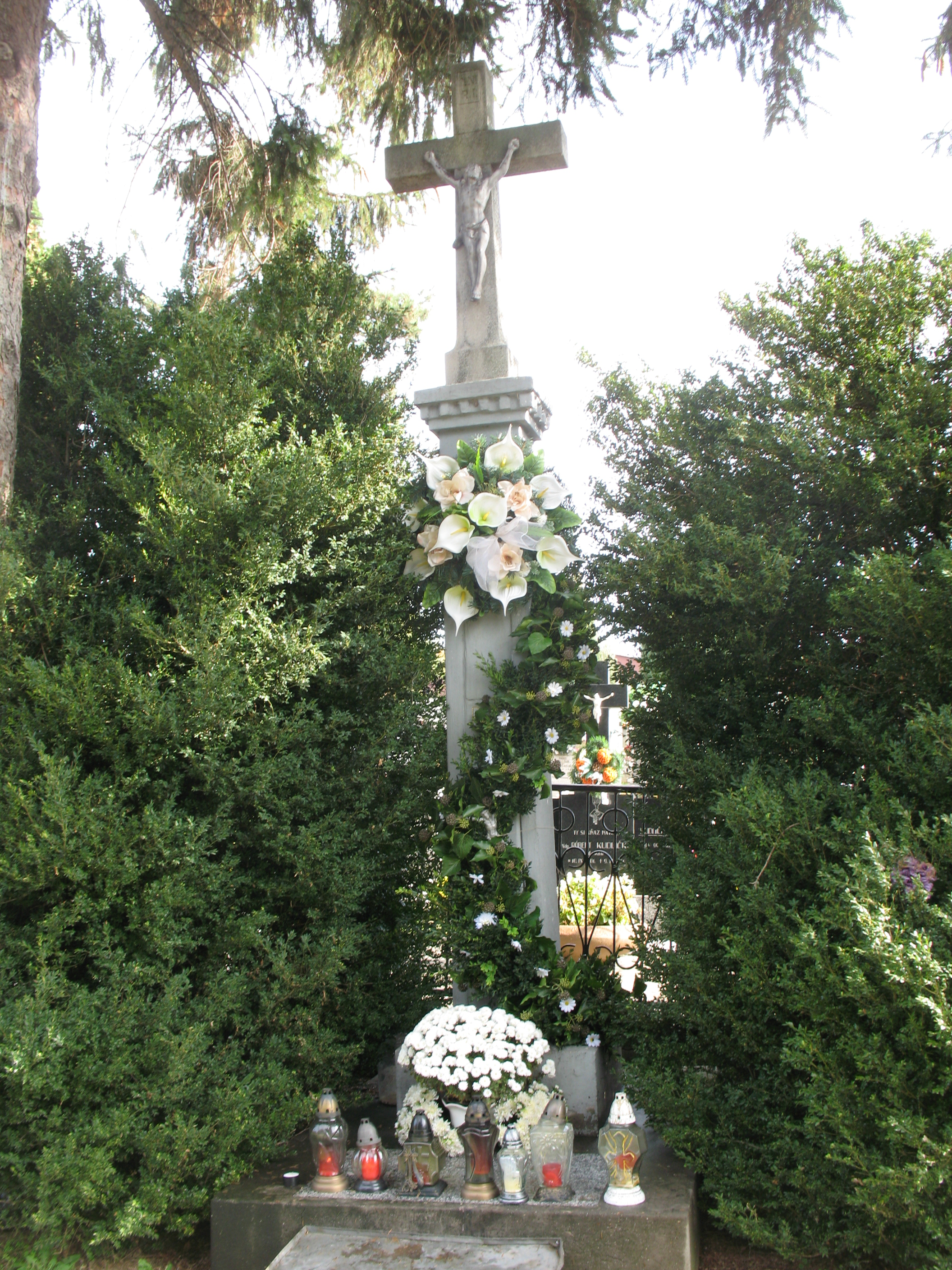
temetőkereszt 1788-ból

- A Szeplőtelen Szűz tiszteletére szentelt, római katolikus temploma eredetileg gótikus stílusú volt, 1715-ben barokk stílusban építették át. 1750-ben megújították.
- A település büszkesége a Lapášanka nevű rézfúvós zenekar, melynek elődje az 1936 elején megalapított zenekar volt.

## Testvértelepülései
- Piliscsaba, Magyarország, 2004 óta.